# Tuija Lindström
Tuija Lydia Elisabeth Lindström, född 5 maj 1950 i Kotka, Finland, död 26 december 2017 i Stockholm, var en finländsk-svensk fotograf.
Tuija Lindström gick ut Konstfack i Stockholm 1984. I början av 1990-talet uppmärksammades hon för sviten Kvinnorna vid Tjursjön, som består av svartvita bilder av kvinnor flytande i en svart tjärn, samt en serie fotografier av strykjärn. Hennes bilder vid denna tid anspelade på feministiska frågor, men ur ett för Sverige nytt perspektiv.[förklaring behövs]
Hon var professor i fotografi vid Högskolan för fotografi och film vid Göteborgs universitet 1992–2002 och var då Sveriges första kvinnliga professor i fotografi. Under Lindströms ledning ändrades utbildningen från att varit en mer yrkesinriktad utbildning till en mer teoretisk inriktning med kurser i exempelvis konsthistoria och feministisk teori. Under Tuija Lindströms ledning skapades en tvåårig magisterutbildning i fotografi samt en filmregiutbildning, och skolan ändrade följdriktigt namn till Högskolan för fotografi och film.
Hennes verk har ställts ut internationellt ett flertal gånger och är representerade vid bland annat Moderna Museet i Stockholm, Houston Art Museum i USA, och Finlands fotografiska museum i Helsingfors. Tuija Lindström är representerad vid bland annat Göteborgs konstmuseum, Kalmar konstmuseum, Länsmuseet Gävleborg och Moderna museet. Hon är begravd på Skogskyrkogården i Stockholm.